# کوپروگوزو (قره‌تاش)
کوپروگوزو (به ترکی استانبولی: Köprügözü) یک منطقهٔ مسکونی در ترکیه است که در قره‌تاش (شهر) واقع شده‌است.